# Kasabian
Kasabian é uma banda de rock britânica formada em Leicester, em 1997. O nome da banda foi retirado de Linda Kasabian, uma das integrantes do culto de Charles Manson. A banda já foi comparada ao Primal Scream, por misturar indie rock/eletrônico e às bandas Oasis e Stone Roses, pelo timbre do vocalista Tom Meighan. A banda lançou oito álbuns de estúdio e ganhou vários prêmios ao longo da curta carreira.

## Biografia
A banda é originária de Leicestershire, mas com influência das áreas que rodeiam a cidade como Blaby e Countesthorpe. Sergio Pizzorno, Tom Meighan e Chris Edwards foram os integrantes iniciais quando estudaram no Countesthorpe Community College, um colégio em Countesthorpe. Os três membros se juntaram com Chris Karloff e formaram uma banda nomeada Saracuse por volta de 1997. Nesse começo, a Saracuse contava também com Ben Kealey, na época baterista, e tiveram seu primeiro EP produzido por Scott Gilbert em 1998. Com a banda se desenvolvendo musicalmente e tendo oportunidade de se apresentar em diversas cidades, algumas mudanças ocorreram e Ben Kealey deixou de ser baterista (só voltando anos depois como tecladista). O grupo eventualmente começou a ter sucesso e mudaram o nome para Kasabian.
Em 7 de julho de 2020 a banda anunciou, por meio de seu Instagram oficial e em decisão unânime, a saída do vocalista Tom Meighan, condenado a 18 meses de liberdade condicional e 200 horas de serviços comunitários após admitir agredir sua noiva, Vikki Ager, no dia 9 de abril. Tom estava na banda desde sua formação e a notícia deixou muitos fãs chocados. A banda, porém, ainda não se pronunciou sobre seu futuro.

## Kasabian no Brasil
O Kasabian se apresentou no Brasil em um total de três shows.

### São Paulo- 2007(Turnê Empire)
Em 10 de novembro de 2007, a banda pisou pela primeira vez no Brasil para realizar sua apresentação no Planeta Terra Festival, em São Paulo. O país foi o único em toda a América do Sul a receber o show da turnê Empire.

### Porto Alegre- 2015(Turnê 48:13)
Depois de cancelarem a apresentação em 2012 no Planeta Terra Festival por motivos de saúde do guitarrista Sergio Pizzorno, o Kasabian fez uma parada em 26 de março de 2015 no Pepsi On Stage em Porto Alegre, antes de irem para o Lollapalooza Brasil. Além dos seus maiores sucessos como 'Club Foot', 'Empire' e 'Fire' presentes no setlist, eles também tocaram faixas do recente álbum lançado em 2014, 48:13. Na mesma noite, o grupo The Kooks tocou primeiro no local.

### São Paulo- 2015(Turnê 48:13)
A banda de Leicester foi uma das atrações do Lollapalooza Brasil e subiu no palco ONIX no dia 28 de março de 2015. No festival, o Kasabian tocou I.D., a única faixa que não estava no setlist do show em Porto Alegre, fazendo alguns dos seus fãs se surpreenderem. Esta seria a última data que fecharia a turnê 48:13 na América do Sul.

## Integrantes

### Membros atuais
- Sergio Pizzorno - Guitarra, Backing Vocal, Teclado, Percussão (1997 - presente)
- Chris Edwards - Baixo (1997 - presente)
- Ian Matthews - Bateria (2005 - presente)

### Membros anteriores
- Christopher Karloff - Guitarra, Baixo, Teclado (1997 - 2006)
- Tom Meighan - Vocal (1997 - 2020)

### Membros convidados para turnês
- Ben Kealey - Teclado (2006 - presente)
- Gary Alesbrook - Trompete (2006 - presente)
- Tim Carter - Guitarra (2013 - presente)

### Membros anteriores/para turnês
- Jay Mehler – Guitarra (2006 - 2012)
- Ryan Glover – Bateria (2004)
- Mitch Glover – Bateria (2004)
- Daniel Ralph Martin – Bateria (2004)
- Martin Hall-Adams – Bateria (2004)

## Discografia
| - Kasabian (2004) - Empire (2006) - West Ryder Pauper Lunatic Asylum (2009) - Velociraptor! (2011) - 48:13 (2014) - For Crying Out Loud (2017) - The Alchemist's Euphoria (2022) - Happenings (2024) - Live from Brixton Academy (2005) - Live! (2011) | - Music from the OC: Mix 5 (2005) Kasabian: "Reason Is Treason" (2004), "Club Foot" (2004), "L.S.F. (Lost Souls Forever)" (2004), "Processed Beats" (2004), "Cutt Off" (2005) Empire: "Empire" (2006), "Shoot The Runner" (2006), "Me Plus One" (2007) West Ryder Pauper Lunatic Asylum: "Fire" (2009), "Where Did All the Love Go?" (2009), "Underdog" (2009), "Vlad The Impaler" (2010) Velociraptor!: "Days Are Forgotten" (2011), "Re-Wired" (2011), "Goodbye Kiss" (2012), "Man of Simple Pleasures" (2012) 48:13: "eez-eh" (2014), bumblebeee" (2014), "bow" (2014), "stevie" (2014) Single não lançado em álbum: "Processed Beats" demo (2003) |